# Ligne Nekrassovskaïa
La Ligne Nekrassovskaïa (russe : Некрасовская линия) est la quinzième ligne en service du Métro de Moscou. La ligne mise en service le 3 juin 2019 avec quatre stations. Les diagrammes sont indiqués par la couleur rose et le numéro 15. La ligne a été prolongée de six stations le 27 mars 2020 puis de une station le 31 décembre 2020 pour compter finalement 11 stations et mesurer 21,5 km.

## Histoire

### Chronologie
| Segment                                                               | Date d'ouverture | Longueur |
| --------------------------------------------------------------------- | ---------------- | -------- |
| Kosino – Nekrasovka                                                   | 3 juin 2019      | 5,3 km   |
| Kosino – Lefortovo                                                    | 27 mars 2020     | 14,4 km  |
| Lefortovo – Elektrozavodskaya                                         | 31 décembre 2020 | 1,8 km   |
| Transfert du tronçon Elektrozavodskaya – Nizhegorodskay à la ligne 11 | 20 février 2023  | –        |
| Total                                                                 | 8 Stations       | 19,6 km  |

## Stations et correspondances
| Station               | Nom russe           | Nom anglais           | Correspondances       |
| --------------------- | ------------------- | --------------------- | --------------------- |
| Nijegorodskaïa        | Нижегородская       | Nizhegorodskaya       | Nijegorodskaïa        |
| Stakhanovskaïa        | Стахановская        | Stakhanovskaya        |                       |
| Okskaïa               | Окская              | Okskaya               |                       |
| Iougo-Vostotchnaïa    | Юго-Восточная       | Yugo-Vostochnaya      |                       |
| Kossino               | Косино              | Kosino                | Lermontovski prospekt |
| Oulitsa Dmitrievskogo | Улица Дмитриевского | Ulitsa Dmitriyevskogo |                       |
| Loukhmanovskaïa       | Лухмановская        | Lukhmanovskaya        |                       |
| Nekrassovka           | Некрасовка          | Nekrasovka            |                       |